# Fredlanea colombiana
Fredlanea colombiana là một loài bọ cánh cứng trong họ Cerambycidae.